# 科尔萨科夫
科尔萨科夫（羅馬化：Korsakov）是俄罗斯的远东联邦管区萨哈林州的一个城市。在日本统治时期被称为大泊。是薩哈林（库页岛）上重要的港口都市。2005年人口约36,000人。是萨哈林州仅次于南萨哈林斯克的第二大城市。

## 姊妹市
- 日本北海道紋別市（1991年4月始）
- 日本北海道稚内市（1991年7月始）
- 日本山形縣東田川郡內町